# René Goris (bestuurder)
Renatus Cornelius Leopoldus (René) Goris (Antwerpen, 20 juni 1895 - Brasschaat, 2 oktober 1989) was een Belgisch ondernemer en bestuurder.

## Levensloop
Hij was de broer van de schrijver Marnix Gijsen (Jan Albert Goris). 
In 1914 studeerde hij af als licentiaat in de handelswetenschappen te Antwerpen. In zijn studententijd was hij actief in Wikings, de studentenvereniging van de Sint-Ignatius Handelshogeschool.
Tijdens de Eerste Wereldoorlog was hij activist. Na de oorlog was hij onder de schuilnaam Werner van 1919 tot 1920 'mentor' van het studentenblad Storm. In 1928 trad hij in dienst bij koekjesfabrikant De Beukelaer als directeur, een functie die hij uitoefende tot 1965. Tevens was hij er vanaf 1929 beheerder. Daarnaast doceerde hij van 1937 tot 1962 aan de Sint-Ignatius Handelshogeschool en van 1938 tot 1963 aan de Katholieke Vlaamse Hogeschool voor Vrouwen.
Daarnaast doorliep hij een carrière in de katholieke werkgeversorganisatie, waar hij in de jaren 30 het corporatieve programma van de organisatie uitwerkte. In 1951 werd hij aangesteld als voorzitter van het Algemeen Christelijk Verbond van Werkgevers (ACVW) in opvolging van Leon Bekaert. Onder zijn voorzitterschap werd de organisatie omgevormd tot het Verbond van Katholieke Werkgevers (VKW). Hij werd opgevolgd als voorzitter van deze organisatie door Jan Baert.